# Enercoop
Carburanti 3.0 S.r.l., che opera con il marchio EnerCoop, è un'azienda italiana attiva nella distribuzione di carburanti.
Nato dall'alleanza tra Energy (Gruppo CCPL) e Coop, il marchio è gestito dalle grandi cooperative del sistema Coop. I distributori EnerCoop si trovano nelle immediate vicinanze di punti vendita a marchio IperCoop ed ai centri di distribuzione e logistica. I carburanti vengono forniti da Eni, Ies e Tamoil.

## Storia
A partire dal 2009 Coop Estense, Coop Adriatica e Coop Consumatori Nordest avevano sperimentato, indipendenti tra loro, la gestione di distributori di carburanti a marchio EnerCoop attraverso una joint venture con Energy, un'azienda del Gruppo Industriale Cooperativo CCPL.
Nel settembre 2015 Energy decide di abbandonare l'impresa, cedendo le proprie quote di EnerCoop alle rispettive Cooperative. Da questa data nasce quindi una nuova azienda, Carburanti 3.0, che si occupa della gestione dei distributori di carburanti a marchio EnerCoop del Distretto Adriatico Coop. Nasce così nel 2015 la società Carburanti 3.0, controllata al 100% da Coop Alleanza 3.0, che chiude il bilancio 2017 con un fatturato di 312 milioni di euro in crescita, margine operativo lordo di 5,7 milioni e utile netto di 1,2 milioni di euro.
Dopo aver chiuso il bilancio consolidato di gruppo in pesante perdita, nel novembre 2018 Coop Alleanza 3.0 vende il 100% delle quote di Carburanti 3.0 alla società veneziana VEGA Carburanti, che manterrà l'insegna EnerCoop per i successivi 3 anni (fino al 2021) ed estenderà la raccolta dei punti fedeltà Coop a tutta la propria rete distributiva (anche quella non ex Coop). Il 1º agosto 2019 VEGA Carburanti acquisisce da Unicoop Tirreno anche l'unico impianto toscano.
In Piemonte, Novacoop gestisce invece 4 impianti con personale proprio.

## Impianti
Oltre a benzina e gasolio, in alcuni impianti sono venduti anche GPL e metano, e nell'impianto di Vercelli sono altresì presenti due colonnine per la ricarica veloce di motoveicoli elettrici e distributore di additivo AdBlue.
I distributori a marchio EnerCoop sono dotati di pannelli fotovoltaici che forniscono parte dell'energia elettrica necessaria per far funzionare tutte le apparecchiature dell'impianto, mentre l'impianto di illuminazione è studiato per aumentare d'intensità all'arrivo del cliente.
EnerCoop è presente nelle seguenti località:
- ex Coop Alleanza 3.0: Borgo Virgilio, Carpi, Castel Maggiore, Castenaso, Cavallino, Cesena, Chioggia, Concordia sulla Secchia, Conegliano, Correggio, Faenza, Ferrara, Guastalla, Modena, Parma, Reggio Emilia (4 impianti), Sala Bolognese, San Benedetto del Tronto, San Cesario sul Panaro, Senigallia;
- Coop Liguria: Carasco e La Spezia;
- Coop Lombardia: Busto Garolfo, Cantù, Crema, Mapello, Opera e Treviglio;
- Novacoop: Biella, Cuneo, Domodossola, Pinerolo e Vercelli;
- ex Unicoop Tirreno: Grosseto;
- Coop Reno: Castel San Pietro Terme, Molinella, San Giorgio di Piano, Vergato.[5]